# Jerry Hadley
Jerry Hadley, né le 16 juin 1952 et mort le 18 juillet 2007 , est un ténor américain. 

## Biographie
Jerry Hadley obtient son diplôme de l'Université de l'Illinois à Urbana-Champaign.
Il rejoint les rangs des ténors di grazia (Tito Schipa, Ferruccio Tagliavini, Luigi Alva ou Alain Vanzo)[réf. souhaitée].
Il se suicide à 55 ans d'une balle de fusil dans la bouche[réf. souhaitée]. 